# خير أباد (غزيك)
خیر أباد (بالفارسية: خیرآباد) هي مستوطنة تقع في إيران في قسم غزیك الريفي. يقدر عدد سكانها بـ 608 نسمة بحسب إحصاء 2016.